# Francesca Sampietro
Francesca Sampietro (Cantù, 12 aprile 1991) è un'ex calciatrice italiana, di ruolo difensore, vice allenatore della formazione Juniores del Como 2000, e più volte impiegata nelle nazionali giovanili dell'Italia Under-17 e Under-19.

## Carriera

### Club
Dai 5 ai 13 anni ha giocato con i calciatori delle squadre giovanili del C.S. Ardisci e Spera 1906, una squadra dilettantistica di Como. Raggiunti i limiti d'età per giocare con i maschietti decide di tesserarsi con Como 2000 e continuare l'attività in una formazione completamente femminile. Con le comasche esordisce prima nei campionati giovanili quindi, grazie alle sue qualità, ottiene la fiducia della società che la inserisce nella rosa della squadra titolare.
Con il Como 2000 gioca in Serie A2 fino al termine della stagione 2009-2010.
Nell'estate 2010 trova un accordo con il Torino che le offre l'opportunità di esordire in Serie A. Dopo aver giocato con la maglia granata nella stagione 2010-2011, collezionando 21 presenze e segnando 2 reti, la successiva stagione viene girata in prestito annuale al Mozzanica. Con il Mozzanica rimane anche nella stagione 2012-2013, al termine della quale decide di lasciare il calcio giocato per dedicarsi all'allenamento.
Dopo un anno sabbatico, l'allenatore del Como 2000 Fausto Cattaneo le ripropone l'inserimento in rosa per cercare di collaborare alla difficile ripresa della squadra che durante la prima parte della stagione 2014-2015 resta fanalino di coda. Benché la squadra accenni una ripresa non riesce a muovere la classifica sostanzialmente e pur con il contributo di 10 presenze in campionato Sampietro non riesce ad evitare alla squadra la retrocessione.

### Nazionale
Capitano della Nazionale Under 17 e della Nazionale Under 19.
Il 19 luglio 2008 ha vinto gli Europei Under-19 con la nazionale italiana, giocando tutte e cinque le partite della fase finale.

## Palmarès

### Nazionale
- Campionato d'Europa under 19: 1

2008